# Povampirjeni Miles
Povampirjeni Miles (angleško Sleeper) je ameriški futuristični znanstvenofantastično-komični film iz leta 1973, ki ga je režiral in zanj skupaj z Marshallom Brickmanom napisal scenarij Woody Allen. Zgodba prikazuje lastnika trgovine z zdravo prehrano Milesa, ki ga leta 1973 zamrznejo za 200 let, zbudi se v nesposobno vodeno policijsko državo. Film v mnogih elementih parodira znana znanstvenofantastična dela, hkrati je tudi poklon komikoma Grouchu Marxu in Bobu Hopu.
Premierno je bil predvajan 17. decembra 1973 v New Yorku in požel pozitivne odzive kritikov. Na strani Rotten Tomatoes je prejel oceno 100%. Film je za leta 1973 prejel Nagrado Hugo za najboljše najboljše dramsko delo na področju znanstvene fantastike ali fantazije. Leta 2000 so ga bralci revije Total Film izglasovali za trideseto najboljšo komedijo vseh časov, istega leta ga je Ameriški filmski inštitut uvrstil na 80. mesto lestvice AFI's 100 Years...100 Laughs.

## Vloge
- Woody Allen kot Miles Monroe
- Diane Keaton kot Luna Schlosser
- Don Keefer kot dr. Tryon
- Bartlett Robinson in Mary Gregory kot dr. Orva in dr. Melik
- John Beck kot Erno Windt
- Marya Small kot dr. Nero
- Spencer Milligan in Stanley Ross kot Jeb Hrmthmg in Sears Swiggles
- Peter Hobbs kot dr. Dean
- Douglas Rain kot Bio Central Computer 2100 (glas)
- Whitney Rydbeck kot Janus (glas)
- John Cannon kot Rags (glas)
- Jackie Mason kot Cohen (glas)
- Lou Picetti kot voditelj Miss America
- Chris Forbes kot Rainer Krebss